# Flèche wallonne féminine 2015
Cet article concerne l'édition féminine de la Flèche wallonne. Pour la course masculine, voir Flèche wallonne 2015.
La 18e édition de la Flèche wallonne féminine a eu lieu le 22 avril 2015. Elle fait partie du calendrier de la Coupe du monde de cyclisme sur route féminine 2015. La course est remportée par la Néerlandaise Anna van der Breggen.

## Équipes
| Équipe continentale- Parkhotel Valkenburg Équipes féminines professionnelles (20)- Alé Cipollini - Astana-Acca Due O - BePink LaClassica - Bigla - Bizkaia-Durango - Boels Dolmans - BTC City Ljubljana - Hitec Products - Inpa Sottoli Bianchi Giusfredi - Lensworld-Zannata - Lotto Soudal Ladies - Matrix Fitness - Orica-AIS - Poitou-Charentes.Futuroscope.86 - Rabo Liv Women - Servetto Footon - Liv-Plantur - Topsport Vlaanderen-Pro-Duo - Velocio-SRAM - Wiggle Honda Équipes nationales (4)- Canada - France - Russie - États-Unis |
| |

## Parcours

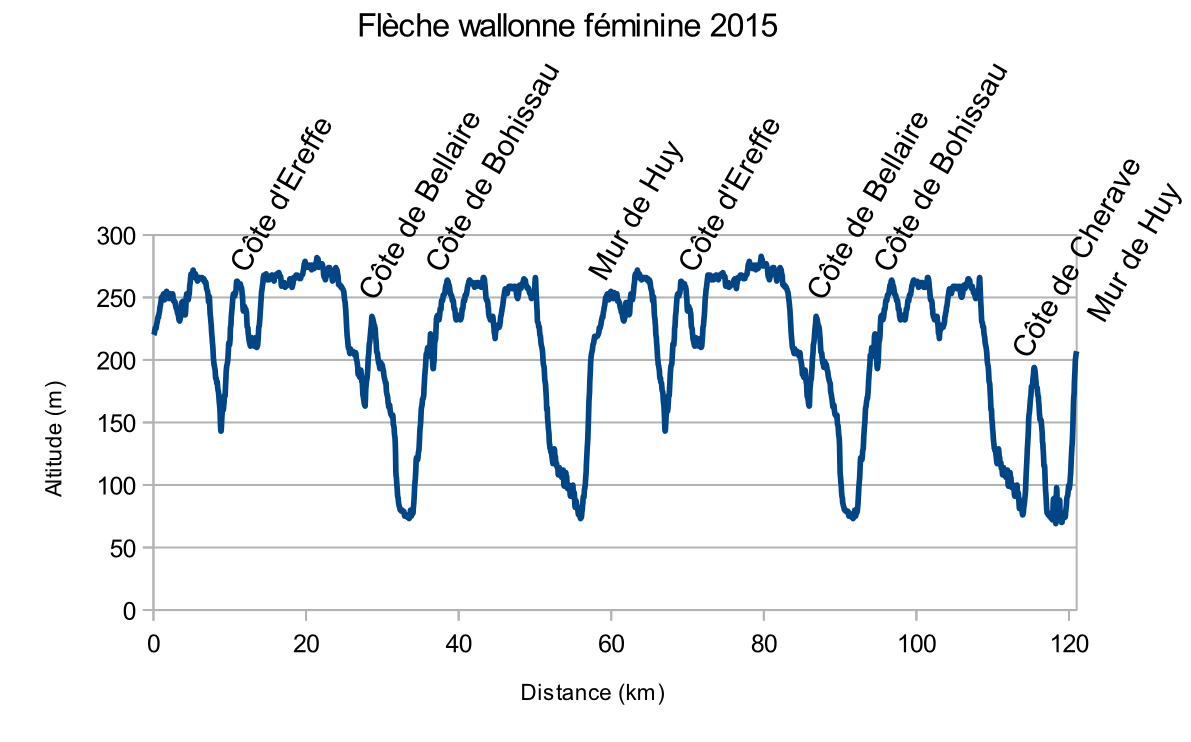
Profil de la course

Le parcours a une longueur de 121 km. Il aboutit comme tous les ans, depuis la création de la course en 1998, au Mur de Huy.
Neuf côtes sont répertoriées pour cette édition :
| Num | Nom              | km    | Longueur (m) | Pente moyenne | km de l'arrivée |
| --- | ---------------- | ----- | ------------ | ------------- | --------------- |
| 1   | Côte d'Ereffe    | 12    | 2 100        | 5 %           | 109             |
| 2   | Côte de Bellaire | 31    | 1 000        | 6,3 %         | 90              |
| 3   | Côte de Bohissau | 39,5  | 2 400        | 5,5 %         | 81,5            |
| 4   | Mur de Huy       | 57,5  | 1 300        | 9,6 %         | 63,5            |
| 5   | Côte d'Ereffe    | 70    | 2 100        | 5 %           | 51              |
| 6   | Côte de Bellaire | 89,5  | 1 000        | 6,3 %         | 31,5            |
| 7   | Côte de Bohissau | 97,5  | 2 400        | 5,5 %         | 23,5            |
| 8   | Côte de Cherave  | 115,5 | 1 300        | 8,1 %         | 5,5             |
| 9   | Mur de Huy       | 121   | 1 300        | 9,6 %         | 0               |

## Récit de la course
Christine Majerus va chercher les primes en haut des côte d'Ereffe et de Bohissau lors du premier tour. Pauline Ferrand-Prévot est victime d'un problème mécanique mais revient ensuite dans le peloton. À quarante kilomètres de l'arrivée, la première échappée se forme. Il s'agit de Lauren Komanski et Lizzie Williams. Leur avantage reste limité et elles sont reprises dix kilomètres plus loin. La côte de Bohissau opère une sélection dans le peloton. À vingt-cinq kilomètres de l'arrivée, Roxane Knetemann part avec Annemiek van Vleuten. Elles obtiennent rapidement une avance conséquente avec une minute dix. Dans la côte de Cherave à cinq kilomètres de l'arrivée, les favorites se découvrent pour combler l'écart. On retrouve à l'attaque : Anna van der Breggen, Pauline Ferrand-Prévot, Ashleigh Moolman, Evelyn Stevens et Megan Guarnier. Knetemann et van Vleuten sont rejointes au pied du mur de Huy. Dans celui-ci, Anna van der Breggen lâche toutes les autres. Annemiek van Vleuten est deuxième et Megan Guarnier troisième.

## Classement final
| \| Classement général \| Classement général \| Classement général \| Classement général \| Classement général \| \| Coureuse \| Coureuse \| Pays \| Équipe \| Temps \| \| ------------------ \| ---------------------- \| ------------------ \| ------------------ \| ------------------ \| \| 1re \| Anna van der Breggen \| Pays-Bas \| Rabo Liv Women \| 3 h 18 min 46 s \| \| 2e \| Annemiek van Vleuten \| Pays-Bas \| Bigla \| + 12 s \| \| 3e \| Megan Guarnier \| États-Unis \| Boels Dolmans \| + 20 s \| \| 4e \| Ashleigh Moolman \| Afrique du Sud \| Bigla \| + 32 s \| \| 5e \| Katarzyna Niewiadoma \| Pologne \| Rabo Liv Women \| + 40 s \| \| 6e \| Evelyn Stevens \| États-Unis \| Boels Dolmans \| + 44 s \| \| 7e \| Roxane Knetemann \| Pays-Bas \| Rabo Liv Women \| + 46 s \| \| 8e \| Pauline Ferrand-Prévot \| France \| Rabo Liv Women \| + 57 s \| \| 9e \| Alena Amialiusik \| Biélorussie \| Velocio-SRAM \| + 1 min 07 s \| \| 10e \| Emma Johansson \| Suède \| Orica-AIS \| + 1 min 07 s \| |                        |                |                |                 |
| |                        |                |                |                 |
| Source : ProCyclingStats |                        |                |                |                 |
| Classement général |                        |                |                |                 |
| Coureuse | Coureuse               | Pays           | Équipe         | Temps           |
| 1re | Anna van der Breggen   | Pays-Bas       | Rabo Liv Women | 3 h 18 min 46 s |
| 2e | Annemiek van Vleuten   | Pays-Bas       | Bigla          | + 12 s          |
| 3e | Megan Guarnier         | États-Unis     | Boels Dolmans  | + 20 s          |
| 4e | Ashleigh Moolman       | Afrique du Sud | Bigla          | + 32 s          |
| 5e | Katarzyna Niewiadoma   | Pologne        | Rabo Liv Women | + 40 s          |
| 6e | Evelyn Stevens         | États-Unis     | Boels Dolmans  | + 44 s          |
| 7e | Roxane Knetemann       | Pays-Bas       | Rabo Liv Women | + 46 s          |
| 8e | Pauline Ferrand-Prévot | France         | Rabo Liv Women | + 57 s          |
| 9e | Alena Amialiusik       | Biélorussie    | Velocio-SRAM   | + 1 min 07 s    |
| 10e | Emma Johansson         | Suède          | Orica-AIS      | + 1 min 07 s    |

## Liste des participants
| Légende | Légende                                                                    | Légende | Légende                                                    |
| ------- | -------------------------------------------------------------------------- | ------- | ---------------------------------------------------------- |
| Num     | Dossard de départ porté par le coureur sur cette Flèche wallonne féminine  | Pos     | Position à l'arrivée de la course                          |
|         | Indique un maillot de champion national ou mondial, suivi de sa spécialité | NP      | Indique un coureur qui n'a pas pris le départ de la course |
| AB      | Indique un coureur qui n'a pas terminé la course                           | HD      | Indique un coureur qui a terminé la course hors des délais |

| Rabo Liv Women RBW                  | Rabo Liv Women RBW           | Rabo Liv Women RBW |
| ----------------------------------- | ---------------------------- | ------------------ |
| Num                                 | Coureur                      | Pos                |
| 1                                   | Pauline Ferrand-Prévot (FRA) | 8e                 |
| 2                                   | Lucinda Brand (NED)          | 24e                |
| 3                                   | Shara Gillow (AUS)           | 27e                |
| 4                                   | Roxane Knetemann (NED)       | 7e                 |
| 5                                   | Katarzyna Niewiadoma (POL)   | 5e                 |
| 6                                   | Anna van der Breggen (NED)   | 1re                |
| Directeur sportif : Koos Moerenhout |                              |                    |

| Boels Dolmans DLT              | Boels Dolmans DLT               | Boels Dolmans DLT |
| ------------------------------ | ------------------------------- | ----------------- |
| Num                            | Coureur                         | Pos               |
| 11                             | Elizabeth Armitstead (GBR)      | 21e               |
| 12                             | Megan Guarnier (USA)            | 3e                |
| 13                             | Christine Majerus (LUX) (route) | 92e               |
| 14                             | Evelyn Stevens (USA)            | 6e                |
| 15                             | Ellen van Dijk (NED)            | 36e               |
| 16                             | Demi de Jong (NED)              | 91e               |
| Directeur sportif : Danny Stam |                                 |                   |

| Wiggle Honda WHT                    | Wiggle Honda WHT           | Wiggle Honda WHT |
| ----------------------------------- | -------------------------- | ---------------- |
| Num                                 | Coureur                    | Pos              |
| 21                                  | Elisa Longo Borghini (ITA) | 18e              |
| 22                                  | Mara Abbott (USA)          | 54e              |
| 24                                  | Audrey Cordon (FRA)        | 42e              |
| 25                                  | Mayuko Hagiwara (JPN)      | 39e              |
| 26                                  | Anna Sanchis Chafer (ESP)  | ?                |
| 28                                  | Jolien D'Hoore (BEL)       | 72e              |
| Directeur sportif : Egon van Kessel |                            |                  |

| Bigla BCT                          | Bigla BCT                    | Bigla BCT |
| ---------------------------------- | ---------------------------- | --------- |
| Num                                | Coureur                      | Pos       |
| 31                                 | Ashleigh Moolman-Pasio (RSA) | 4e        |
| 32                                 | Sharon Laws (GBR)            | 89e       |
| 33                                 | Joelle Numainville (CAN)     | 29e       |
| 34                                 | Doris Schweizer (SUI)        | 80e       |
| 35                                 | Iris Slappendel (NED)        | 75e       |
| 36                                 | Annemiek Van Vleuten (NED)   | 2e        |
| Directeur sportif : Thomas Campana |                              |           |

| Orica-AIS OGE                  | Orica-AIS OGE              | Orica-AIS OGE |
| ------------------------------ | -------------------------- | ------------- |
| Num                            | Coureur                    | Pos           |
| 41                             | Emma Johansson (SWE)       | 10e           |
| 42                             | Katrin Garfoot (AUS)       | 31e           |
| 43                             | Rachel Neylan (AUS)        | 86e           |
| 44                             | Valentina Scandolara (ITA) | 69e           |
| 45                             | Amanda Spratt (AUS)        | 19e           |
| 46                             | Lizzie Williams (AUS)      | 64e           |
| Directeur sportif : Gene Bates |                            |               |

| Velocio-SRAM VEL                | Velocio-SRAM VEL               | Velocio-SRAM VEL |
| ------------------------------- | ------------------------------ | ---------------- |
| Num                             | Coureur                        | Pos              |
| 51                              | Alena Amialiusik (BLR) (route) | 9e               |
| 52                              | Lisa Brennauer (GER)           | 37e              |
| 53                              | Karol-Ann Canuel (CAN)         | 11e              |
| 54                              | Tiffany Cromwell (AUS)         | 22e              |
| 55                              | Elise Delzenne (FRA)           | 43e              |
| 56                              | Tayler Wiles (USA)             | 52e              |
| Directeur sportif : Ronny Lauke |                                |                  |

| Servetto Footon SEF                   | Servetto Footon SEF     | Servetto Footon SEF |
| ------------------------------------- | ----------------------- | ------------------- |
| Num                                   | Coureur                 | Pos                 |
| 61                                    | Jolanda Neff (SUI)      | 28e                 |
| 62                                    | Tatiana Antoshina (RUS) | 71e                 |
| 63                                    | Elena Kuchinskaya (RUS) | 77e                 |
| 64                                    | Marina Likhanova (RUS)  | AB                  |
| 65                                    | Riccarda Mazzotta (SUI) | AB                  |
| 66                                    | Anna Potokina (RUS)     | 46e                 |
| Directeur sportif : Luisiana Pegoraro |                         |                     |

| Alé Cipollini ALE                        | Alé Cipollini ALE         | Alé Cipollini ALE |
| ---------------------------------------- | ------------------------- | ----------------- |
| Num                                      | Coureur                   | Pos               |
| 71                                       | Elena Berlato (ITA)       | 74e               |
| 72                                       | Francesca Cauz (ITA)      | 47e               |
| 74                                       | Małgorzata Jasińska (POL) | 33e               |
| 75                                       | Dalia Muccioli (ITA)      | 81e               |
| 76                                       | Marta Tagliaferro (ITA)   | AB                |
| 77                                       | Alice Algisi (ITA)        | AB                |
| Directeur sportif : Fortunato Lacquaniti |                           |                   |

| Lotto Soudal Ladies LBL              | Lotto Soudal Ladies LBL       | Lotto Soudal Ladies LBL |
| ------------------------------------ | ----------------------------- | ----------------------- |
| Num                                  | Coureur                       | Pos                     |
| 81                                   | Elena Cecchini* (ITA) (route) | 12e                     |
| 82                                   | Amy Cure (AUS)                | 83e                     |
| 83                                   | Jessie Daams (BEL)            | 34e                     |
| 84                                   | Carlee Taylor (AUS)           | 16e                     |
| 85                                   | Anisha Vekemans (BEL)         | 58e                     |
| 86                                   | Susanna Zorzi (ITA)           | 85e                     |
| Directeur sportif : Dany Schoonbaert |                               |                         |

| Inpa Sottoli Giusfredi ISG        | Inpa Sottoli Giusfredi ISG | Inpa Sottoli Giusfredi ISG |
| --------------------------------- | -------------------------- | -------------------------- |
| Num                               | Coureur                    | Pos                        |
| 91                                | Rossella Ratto (ITA)       | 25e                        |
| 92                                | Tetyana Riabchenko (UKR)   | 38e                        |
| 93                                | Liisi Rist (EST)           | AB                         |
| 94                                | Ane Santesteban (ESP)      | 67e                        |
| 95                                | Anna Trevisi (ITA)         | AB                         |
| 96                                | Daiva Tušlaitė (LTU)       | 87e                        |
| Directeur sportif : Pietro Cesari |                            |                            |

| Liv-Plantur TLP                  | Liv-Plantur TLP         | Liv-Plantur TLP |
| -------------------------------- | ----------------------- | --------------- |
| Num                              | Coureur                 | Pos             |
| 101                              | Amy Pieters (NED)       | 44e             |
| 102                              | Willeke Knol (NED)      | 101e            |
| 103                              | Sara Mustonen (SWE)     | 51e             |
| 104                              | Julia Soek (NED)        | AB              |
| 105                              | Kyara Stijns (NED)      | AB              |
| 106                              | Sabrina Stultiens (NED) | 14e             |
| Directeur sportif : Dirk Rueling |                         |                 |

| Astana-Acca Due O ASA             | Astana-Acca Due O ASA       | Astana-Acca Due O ASA |
| --------------------------------- | --------------------------- | --------------------- |
| Num                               | Coureur                     | Pos                   |
| 111                               | Marzhan Baitleuova (KAZ)    | AB                    |
| 112                               | Olena Demydova (UKR)        | AB                    |
| 113                               | Natalya Saifutdinova (KAZ)  | AB                    |
| 114                               | Makhabbat Umutzhanova (KAZ) | AB                    |
| Directeur sportif : Matteo Varago |                             |                       |

| Sélection nationale des États-Unis | Sélection nationale des États-Unis | Sélection nationale des États-Unis |
| ---------------------------------- | ---------------------------------- | ---------------------------------- |
| Num                                | Coureur                            | Pos                                |
| 121                                | Andrea Dvorak (USA)                | 17e                                |
| 122                                | Heather Fischer (USA)              | 90e                                |
| 124                                | Lauren Hall (USA)                  | AB                                 |
| 126                                | Lauren Komanski (USA)              | 15e                                |
| Directeur sportif : John Seehafer  |                                    |                                    |

| Hitec Products HPU               | Hitec Products HPU      | Hitec Products HPU |
| -------------------------------- | ----------------------- | ------------------ |
| Num                              | Coureur                 | Pos                |
| 131                              | Charlotte Becker (GER)  | 94e                |
| 132                              | Miriam Bjornsrud (NOR)  | 84e                |
| 133                              | Tatiana Guderzo ( ITA)  | 49e                |
| 134                              | Vita Heine (NOR)        | 73e                |
| 135                              | Julie Leth (NOR)        | 50e                |
| 136                              | Shana van Glabeke (BEL) | AB                 |
| Directeur sportif : Bart Lismont |                         |                    |

| BePink LaClassica BPK             | BePink LaClassica BPK     | BePink LaClassica BPK |
| --------------------------------- | ------------------------- | --------------------- |
| Num                               | Coureur                   | Pos                   |
| 141                               | Silvia Valsecchi (ITA)    | AB                    |
| 142                               | Ana Maria Covrig (ROM) AB |                       |
| 143                               | Ruby Livingstone (NZL)    | 104e                  |
| 144                               | Jaime Nielsen (NZL)       | AB                    |
| 145                               | Ksenia Tuhai (BLR)        | 100e                  |
| 146                               | Georgia Williams (NZL)    | 66e                   |
| Directeur sportif : Sigrid Corneo |                           |                       |

| Parkhotel Valkenburg PHV       | Parkhotel Valkenburg PHV   | Parkhotel Valkenburg PHV |
| ------------------------------ | -------------------------- | ------------------------ |
| Num                            | Coureur                    | Pos                      |
| 151                            | Pauliena Rooijakkers (NED) | AB                       |
| 153                            | Janneke Ensing (NED)       | 13e                      |
| 154                            | Ilona Hoeksma (NED)        | 98e                      |
| 155                            | Riejanne Markus (NED)      | 63e                      |
| 156                            | Jermaine Post (NED)        | 76e                      |
| 157                            | Jip van den Bos (NED)      | 106e                     |
| Directeur sportif : Raymon Rol |                            |                          |

| Sélection nationale de France           | Sélection nationale de France | Sélection nationale de France |
| --------------------------------------- | ----------------------------- | ----------------------------- |
| Num                                     | Coureur                       | Pos                           |
| 161                                     | Manon Souyris (FRA)           | 40e                           |
| 162                                     | Marjolaine Bazin (FRA)        | 105e                          |
| 163                                     | Annabelle Dreville (FRA)      | 20e                           |
| 164                                     | Victorie Guilman (FRA)        | 82e                           |
| 165                                     | Mélodie Lesueur (FRA)         | 96e                           |
| 166                                     | Marion Sicot (FRA)            | 88e                           |
| Directeur sportif : Sandrine Guirronnet |                               |                               |

| Topsport Vlaanderen-Etixx VLL    | Topsport Vlaanderen-Etixx VLL | Topsport Vlaanderen-Etixx VLL |
| -------------------------------- | ----------------------------- | ----------------------------- |
| Num                              | Coureur                       | Pos                           |
| 171                              | Fien Delbaere (BEL)           | AB                            |
| 173                              | Ann-Sophie Duyck (BEL)        | 59e                           |
| 174                              | Kaat Hannes (BEL)             | 102e                          |
| 175                              | Kelly Van den Steen (BEL)     | 65e                           |
| 176                              | Saartje Vandenbroucke (BEL)   | AB                            |
| Directeur sportif : Davy Wijnant |                               |                               |

| Lensworld-Zannata LZE                   | Lensworld-Zannata LZE        | Lensworld-Zannata LZE |
| --------------------------------------- | ---------------------------- | --------------------- |
| Num                                     | Coureur                      | Pos                   |
| 181                                     | Sofie de Vuyst (BEL)         | 45e                   |
| 182                                     | Marissa Otten (BEL)          | AB                    |
| 183                                     | Kim de Baat (BEL)            | AB                    |
| 184                                     | Annelies Dom (BEL)           | 97e                   |
| 185                                     | Annelies van Doorslaer (BEL) | AB                    |
| 186                                     | Celine van Severen (BEL)     | AB                    |
| Directeur sportif : Heidi Van De Vijver |                              |                       |

| BTC City Ljubljana BTC           | BTC City Ljubljana BTC       | BTC City Ljubljana BTC |
| -------------------------------- | ---------------------------- | ---------------------- |
| Num                              | Coureur                      | Pos                    |
| 191                              | Eugenia Bujak (POL)          | 26e                    |
| 192                              | Polona Batagelj(route) (SLO) | 41e                    |
| 194                              | Mia Radotic (CRO) (route)    | AB                     |
| 195                              | Martina Ritter (AUT)         | 61e                    |
| 196                              | Elena Valentini (ITA)        | AB                     |
| 197                              | Jelena Eric (SRB)            | AB                     |
| Directeur sportif : Gorazd Penko |                              |                        |

| Sélection nationale du Russie        | Sélection nationale du Russie | Sélection nationale du Russie |
| ------------------------------------ | ----------------------------- | ----------------------------- |
| Num                                  | Coureur                       | Pos                           |
| 201                                  | Elena Kozonchuk (RUS)         | 32e                           |
| 202                                  | Natalia Boyarskaya (RUS)      | 55e                           |
| 203                                  | Aleksandra Chekina (RUS)      | AB                            |
| 204                                  | Anastasia Iakovenko (RUS)     | AB                            |
| 205                                  | Svetlana Vasilieva (RUS)      | AB                            |
| Directeur sportif : Nikolay Krutilin |                               |                               |

| Poitou Charentes Futuroscope 86 FUT | Poitou Charentes Futuroscope 86 FUT | Poitou Charentes Futuroscope 86 FUT |
| ----------------------------------- | ----------------------------------- | ----------------------------------- |
| Num                                 | Coureur                             | Pos                                 |
| 211                                 | Aude Biannic (FRA)                  | 30e                                 |
| 213                                 | Charlotte Bravard (FRA)             | AB                                  |
| 224                                 | Séverine Eraud (FRA)                | 57e                                 |
| 225                                 | Greta Richioud (FRA)                | AB                                  |
| 226                                 | Amélie Rivat (FRA)                  | 56e                                 |
| 227                                 | Eugénie Duval (FRA)                 | 79e                                 |
| Directeur sportif : Nicolas Marche  |                                     |                                     |

| Matrix Fitness                   | Matrix Fitness           | Matrix Fitness |
| -------------------------------- | ------------------------ | -------------- |
| Num                              | Coureur                  | Pos            |
| 221                              | Laura Trott (GBR)        | 48e            |
| 222                              | Elinor Barker (GBR)      | 70e            |
| 223                              | Penny Rowson (GBR)       | AB             |
| 224                              | Christina Siggaard (DEN) | AB             |
| 225                              | Molly Weaver (GBR)       | 35e            |
| 226                              | Jessie Walker (GBR)      | AB             |
| Directeur sportif : Stefan Wyman |                          |                |

| Sélection nationale du Canada    | Sélection nationale du Canada | Sélection nationale du Canada |
| -------------------------------- | ----------------------------- | ----------------------------- |
| Num                              | Coureur                       | Pos                           |
| 231                              | Allison Beveridge (CAN)       | AB                            |
| 232                              | Annie Foreman-Mackey (CAN)    | 99e                           |
| 233                              | Kirsti Lay (CAN)              | 23e                           |
| 234                              | Gabrielle Pilote-Fortin (CAN) | 60e                           |
| 235                              | Stephanie Roorda (CAN)        | 68e                           |
| Directeur sportif : Denise Kelly |                               |                               |

| Bizkaia-Durango BPD                | Bizkaia-Durango BPD             | Bizkaia-Durango BPD |
| ---------------------------------- | ------------------------------- | ------------------- |
| Num                                | Coureur                         | Pos                 |
| 241                                | Dorleta Eskamendi (ESP)         | 78e                 |
| 242                                | Margarita Victoria Garcia (ESP) | 103e                |
| 243                                | Yulia Ilinykh (RUS)             | 95e                 |
| 244                                | Lierni Lekuona (ESP)            | 93e                 |
| 245                                | Samara Sheppard (NZL)           | AB                  |
| 246                                | Anna Zavershinskaya (RUS)       | 53e                 |
| Directeur sportif : Denis Gonzales |                                 |                     |

Source.

## Règlement

### Participantes
La course est ouverte aux équipes nationales, composées de concurrentes de la même nationalité, et aux équipes féminines UCI, avec un minimum de 4 personnes par équipe et un maximum de 6.

### Exclusions
Outre les règles prévues pour les hommes et applicables aux femmes, l'organisateur de la course prévoit comme motif d'exclusion « le port d'une tenue indécente ou inconvenante » et le vandalisme.

### Dotations
La dotation globale est de 7 830 € en 2015, avec une prime de 1 128 € pour la première, et de 84 € pour la vingtième. À ces prix liés au classement, s'ajoute un « prix des côtes », qui récompense la première au classement de chacune des 9 côtes du parcours.